# Сефи Кули-хан I Лезги
Сефи Кули-хан I Лезгин, настоящее имя Алкас Мирза (перс. صفی خان لزگی‎) — бейлербей Эриванского велаята (Чухур-Саада) в XVII веке в государстве Сефевидов, который происходил из лезгинской княжеской семьи.

## Происхождение
Родился на территории современного Дагестана, был сыном Алдаса (Ильдаса) Мирзы шамхала.

## История
В молодом возрасте с отцом был отправлен ко двору сефевидов в Исфахане во время правления шаха Сефи I (1629—1642), где он вырос и получил имя в «Сефи Кули» — «раб Сефи». Уже при следующем шахе Аббасе II с 1666 по 1674 годы он был назначен губернатором (хакимом) Чухур-Саада.
Его сын Фатх-Али Хан Дагистани стал одним из самых влиятельных людей в государстве Сефевидов, служа в качестве великого визиря шаху Солтан Хусейну I.